# Dysimia fennahi
Dysimia fennahi är en insektsart som beskrevs av Broomfield 1985. Dysimia fennahi ingår i släktet Dysimia och familjen Derbidae. Inga underarter finns listade i Catalogue of Life.